# Distretto di Cupisnique
Il distretto di Cupisnique è uno degli otto distretti  della provincia di Contumazá, in Perù. Si trova nella regione di Cajamarca e si estende su una superficie di 280,2 chilometri quadrati.

Istituito il 20 febbraio 1964, ha per capitale la città di Trinidad; al censimento 2005 contava 1.657 abitanti.